# لورين بورنس
لورين بورنس (بالإنجليزية: Lauren Burns)‏ هي لاعبة تايكوندو أسترالية، ولدت في 8 يونيو 1974 في ملبورن في أستراليا.

## وصلات خارجية
- لورين بورنس على موقع TaekwondoData.com (الإنجليزية)
- لورين بورنس على موقع أوليمبيديا (الإنجليزية)
- لورين بورنس على موقع اللجنة الأولمبية الأسترالية (الإنجليزية)
- لورين بورنس على موقع قاعة أستراليا للمشاهير الرياضية (الإنجليزية)